# Dominique Banlène Guigbile

Wappen von Dominique Banlène Guigbile

Dominique Banlène Guigbile (* 30. Dezember 1962 in Kpandéntangue-B, Region Savanes, Togo) ist ein togoischer Geistlicher und römisch-katholischer Bischof von Dapaong.

## Leben
Dominique Banlène Guigbile empfing am 30. Dezember 1992 die Priesterweihe für das Bistum Dapaong.
Am 15. November 2016 ernannte ihn Papst Franziskus zum Bischof von Dapaong. Der Erzbischof von Ouagadougou, Philippe Kardinal Ouédraogo, spendete ihm am 4. Februar des folgenden Jahres die Bischofsweihe. Mitkonsekratoren waren der Apostolische Nuntius in Togo, Erzbischof Brian Udaigwe, und sein Amtsvorgänger Jacques Tukumbé Nyimbusède Anyilunda. Die Amtseinführung im Bistum Dapaong fand am folgenden Tag statt.